# 雍文涛
雍文涛（1912年—1997年），曾名杨一琳，贵州省遵义县板桥镇人。中华人民共和国政治人物、中华人民共和国林业部部长。

## 概述
雍文涛为书法家雍清泉之子。雍文涛早年求学遵义府中学堂，拜黄齐生门下，后进入贵州大学。1934年，考入上海暨南大学。后肄业，参加学生运动。抗日战争期间，在上海、武昌一带负责民运。1938年，担任第五战区鄂豫区政治指导部科长。1939年，任中共鄂中区委委员，后改新四军豫鄂独立游击支队第四团队政委（团长李人林）。1940年，进入延安马列学院学习，后任中共中央党务研究室研究员，参加延安整风运动。第二次国共内战期间，奔赴东北，担任吉林军区延吉军分区政委。1946年，任中共吉辽省委吉东分省委副书记兼宣传部部长、中共吉林省委民运部副部长、延边地委副书记，负责土改。1949年，担任东北人民政府财委计委办公室主任。
中华人民共和国成立后，雍文涛担任东北计划委员会物资分配局局长。1952年，调任东北人民政府林业部部长。次年，改东北财经委员会副主任。1953年，任中央人民政府林业部副部长。1956年，任中华人民共和国森林工业部副部长。1959年，任中华人民共和国林业部副部长。后调任中共中央中南局任秘书长。1956年，任中共广东省委常委兼广州市委第一书记、市政协主席。1966年，任中共中央宣传部副部长；同年改国务院文教办公室副主任、中共北京市委书记处书记。1976年，调中共广东省委常委、省委书记。1977年，任中华人民共和国教育部副部长。1979年，任林业部副部长。1980年，升任部长。此后担任中顾委委员。1997年去世，著有《林业建设问题研究》、《林业分工论》等。